# Okui Ryo
Ryo Okui (奥井 諒 Okui Ryō, sinh ngày 7 tháng 3 năm 1990) là một cầu thủ bóng đá người Nhật Bản thi đấu cho Omiya Ardija.

## Thống kê sự nghiệp

### Câu lạc bộ
Cập nhật đến ngày 23 tháng 2 năm 2018.
| Câu lạc bộ   | Mùa giải | Giải vô địch | Giải vô địch | Cúp Hoàng đế Nhật Bản | Cúp Hoàng đế Nhật Bản | J. League Cup | J. League Cup | Tổng    | Tổng      |
| Câu lạc bộ   | Mùa giải | Số trận      | Bàn thắng    | Số trận               | Bàn thắng             | Số trận       | Bàn thắng     | Số trận | Bàn thắng |
| ------------ | -------- | ------------ | ------------ | --------------------- | --------------------- | ------------- | ------------- | ------- | --------- |
| Vissel Kobe  | 2012     | 27           | 1            | 1                     | 0                     | 4             | 0             | 32      | 1         |
| Vissel Kobe  | 2013     | 40           | 2            | 1                     | 0                     | -             | -             | 41      | 2         |
| Vissel Kobe  | 2014     | 13           | 0            | 1                     | 0                     | 3             | 0             | 17      | 0         |
| Vissel Kobe  | 2015     | 17           | 0            | 2                     | 1                     | 4             | 0             | 23      | 1         |
| Omiya Ardija | 2016     | 25           | 2            | 3                     | 0                     | 4             | 0             | 32      | 2         |
| Omiya Ardija | 2017     | 21           | 0            | 2                     | 1                     | 5             | 1             | 28      | 2         |
| Tổng         | Tổng     | 143          | 5            | 10                    | 2                     | 20            | 1             | 173     | 8         |